# Matt Stone
Matthew Richard Stone, detto Matt (Houston, 26 maggio 1971), è un regista, sceneggiatore, attore e produttore cinematografico  statunitense.
Ha creato insieme a Trey Parker la celebre e criticata serie televisiva animata South Park. Lui e Parker sono conosciuti anche per i DVDA, una band creata da loro in cui le canzoni fanno parte delle colonne sonore dei loro lavori.

## Biografia
Matt Stone nacque a Houston, Texas, da Sheila Lois, una casalinga, e Gerald Whitney Stone, un professore di economia (da loro derivano i nomi di due dei personaggi di South Park, Sheila e Gerald Broflovski). La madre di Stone è ebrea, mentre suo padre è originario dell'Irlanda, così Stone crebbe senza una religione ben precisa, pur considerandosi etnicamente ebreo. Trascorse l'infanzia nell'area di Denver, dunque si trasferì a Littleton.
Stone frequentò la Heritage High School, a Littleton. Ottenne la laurea in Scienze della Matematica all'Università del Colorado di Boulder e fu il primo studente a conseguire la laurea anche in Scienze dello Spettacolo. Nel 2011 Parker e Stone hanno collaborato con il compositore di Avenue Q, Robert Lopez, per realizzare un musical sui mormoni intitolato The Book of Mormon, che ha poi vinto nove Tony Awards: facevano parte del cast originale Andrew Rannells e Josh Gad.

## Filmografia

### Collaborazioni con Trey Parker
- Cannibal! The Musical (1994): attore, sceneggiatore, produttore
- The Spirit of Christmas (Jesus vs. Santa, 1995; Jesus vs. Frosty, 1992)
- Your Studio and You (1995): sceneggiatore, attore
- Orgazmo (1997): attore, sceneggiatore, produttore
- South Park (serie TV animata, in onda dal 1997): co-creatore, doppiatore, sceneggiatore, direttore, produttore esecutivo
- Baseketball (1998): attore
- South Park - Il film: più grosso, più lungo & tutto intero (1999): doppiatore, sceneggiatore, produttore
- Even If You Don't by Ween (music video, 2000): direttore
- That's My Bush! (serie tv, 2001): co-creatore, sceneggiatore, produttore esecutivo
- Team America: World Police (2004): sceneggiatore, doppiatore, produttore

### Altri film
- Bowling a Columbine (2002): ospite